# Dworzec Moskiewski (Niżny Nowogród)
Niżny Nowogród Dworzec Kolejowy (ros. Вокзал Нижний Новгород) – dworzec kolejowy w Niżnym Nowogrodzie, w obwodzie niżnonowogrodzkim, w Rosji. Stacja kolejowa posiada 5 peronów. Do 30 marca 2010 w systemie kolejowym nosiła ona nazwę "Gorki-Moskiewski" (Горький-Московский), od nazwy miasta jaka obowiązywała w latach 1932-1990. Taka nazwa pojawiała się też na biletach na pociągi do tej stacji.
17 kwietnia 2014 Dworzec Moskiewski został przemianowany "Kolejowy"